# Jacobus Craandijk (1834-1912)
Jacobus Craandijk (Amsterdam, 7 september 1834 – Haarlem, 3 juni 1912) was een Nederlandse leraar, predikant, schrijver en tekenaar.

## Familie
Craandijk was een lid van het geslacht Craandijk en grootvader van jachtschrijver Jacobus Craandijk (1896-1989). Craandijk was een halfbroer van Minister van Oorlog Cool.

## Predikant en letterkundige
Craandijk was een doopsgezinde wandelende predikant in Nederland. Zijn standplaatsen waren Borne (1859), Rotterdam (1862-1884) en Haarlem (1884-1900).

## Wandelingen
Van alle wandelingen heeft hij verslag gedaan in boeken die als titel Wandelingen door Nederland met pen en potlood kregen. Het eerste deel daarvan verscheen in 1875. Het laatste deel kwam uit in 1888. De werken van Craandijk leveren een schat aan informatie over het tijdsbeeld van Nederland in de 19e eeuw, en haar geschiedenis.

## Samenwerking Piet Schipperus
Jacobus Craandijk werkte voor de serie Wandelingen door Nederland met pen en potlood nauw samen met zijn goede vriend, tekenaar Piet Schipperus.

## Secundaire literatuur
- Flip van Doorn: De eerste wandelaar. In de voetsporen van de wandelende dominee (Thomas Rap, 2017); de schrijver vermeldde daarin tevens dat hij verantwoordelijk is voor het verzoek tot de vernoeming van de Amsterdamse brug 138 tot Jacobus Craandijkbrug; het verzoek werd gehonoreerd.